# Tarmadesmus azucariensis
Tarmadesmus azucariensis är en mångfotingart som beskrevs av Kraus 1959. Tarmadesmus azucariensis ingår i släktet Tarmadesmus och familjen fingerdubbelfotingar. Inga underarter finns listade i Catalogue of Life.